# 天主教奧克蘭教區 (美國)
天主教奧克蘭教區（拉丁語：Dioecesis Quercopolitana）是美國一個羅馬天主教教區。屬舊金山總教區。成立於1962年1月13日。
教區範圍包括加州阿拉米達縣、康特拉科斯塔縣，教座位於阿拉米達縣縣治奧克蘭。2006年有教友529,841人、八十六個堂區、277名司鐸。現任主教為薩爾瓦多·若瑟·科迪萊昂內。